# Nurzyna (gromada)
Nurzyna – dawna gromada, czyli najmniejsza jednostka podziału terytorialnego Polskiej Rzeczypospolitej Ludowej w latach 1954–1972.
Gromady, z gromadzkimi radami narodowymi (GRN) jako organami władzy najniższego stopnia na wsi, funkcjonowały od reformy reorganizującej administrację wiejską przeprowadzonej jesienią 1954 do momentu ich zniesienia z dniem 1 stycznia 1973, tym samym wypierając organizację gminną w latach 1954–1972.
Gromadę Nurzyna z siedzibą GRN w Nurzynie utworzono – jako jedną z 8759 gromad na obszarze Polski – w powiecie łukowskim w woj. lubelskim na mocy uchwały nr 13 WRN w Lublinie z dnia 5 października 1954. W skład jednostki weszły obszary dotychczasowych gromad Nurzyna, Suleje, Dębowica, Karwów, Celiny i Świercze ze zniesionej gminy Celiny w tymże powiecie. Dla gromady ustalono 19 członków gromadzkiej rady narodowej.
1 stycznia 1958 do gromady Nurzyna włączono wieś Role i kolonię Borki z gromady Krynka w tymże powiecie.
1 kwietnia 1960 do gromady Nurzyna włączono wieś Szaniawy-Matysy z gromady Aleksandrów w tymże powiecie.
1 stycznia 1969 do gromady Nurzyna włączono wsie Gołowierzchy i Wólka Konopna ze zniesionej gromady Zembry w tymże powiecie.
Gromada przetrwała do końca 1972 roku, czyli do kolejnej reformy gminnej.